# Maniraptora
A Maniraptora („kezes rablók”) a coelurosaurus dinoszauruszok (Dinosaura) egyik kládja, melybe a madarak és az Ornithomimus veloxnál a madarakkal közelebbi rokonságban álló dinoszauruszok tartoznak. Fő csoportjai az Aves, a Deinonychosauria, az Oviraptorosauria és a Therizinosauroidea. Az Ornitholestes nemet és az Alvarezsauridae családot is gyakran a Maniraptora részének tekintik. Legközelebbi testvértaxonjával, az Ornithomimosauria öregcsaláddal együtt alkotják a Maniraptoriformes kládot. A maniraptorák először a jura időszakban tűntek fel (legelsőként ismert képviselőjük az Eshanosaurus volt), és a napjainkban ismert több mint 9000 madárfajt a csoport túlélőinek tekintik.

## Egyedi tulajdonságok
A maniraptorák meghosszabbodott karral, háromujjú kezekkel, valamint egy félhold alakú kéztőcsonttal rendelkeznek. Ezidáig kizárólag náluk találtak elcsontosodott szegycsontot. Thomas R. Holtz és Halszka Osmolska (2004-es művükben) hat egyéb maniraptora jellegzetességet említettek meg, például a megkisebbedett vagy hiányzó könyökcsúcs a singcsont esetében, vagy a nagytompor és a fejvégi tompor összenövése a combcsont esetében. A therizinosauroideákra, a dromaeosauridákra, az avialae-kra és az olyan bazális troodontidákra, mint a Sinovenator jellemző a meghosszabbodott, hátrafelé mutató szeméremcsont, ami arra utal, hogy a szeméremcsont elülső része a fejlett troodontidáknál és oviraptorosaurusoknál visszafejlődött Alan H. Turner és szerzőtársai (2007-ben) hétféle rendszertani csoporton belül előforduló közös struktúrát (szünapomorfiát) soroltak fel.
A modern kontúrtollak és a repülőtollak a therizionosauroideák kivételével valamennyi maniraptora csoportnál előfordulnak, bár feltételezhetően a therizinosauroideáknál is jelen voltak. A Beipiaosaurus fosszíliái megőrizték a tollak egy részének lenyomatát, de a struktúrájuk nem világos. Az evezőszárnyú repülés képessége jellemző az Aves (vagy Avialae) klád tagjaira (azaz a ma is élő madarakra), de feltehetően egyes dromaeosauridáknál, például a Rahonavisnál is kialakult. Emellett az egyszerű tollakal olyan, jóval kezdetlegesebb dinoszauruszok is rendelkeztek, mint a Sinosauropteryx. Úgy tűnik, hogy a tollazat vagy valamilyen pehelyszerű tolltakaró valamennyi maniraptoránál vagy legalábbis azok fiatal egyedeinél megtalálható volt, míg a repülés képessége talán autapomorfia révén alakulhatott ki az egyes fejlődési vonalaknál.

## Törzsfejlődés
A Maniraptora elnevezést Jacques Gauthier alkotta meg 1986-ban, egy olyan ág-alapú klád számára, ami valamennyi olyan dinoszauruszt tartalmazza, amely közelebb áll a modern madarakhoz, mint az ornithomimidákhoz. Gauthier megjegyezte, hogy ezt a csoportot jól jellemzik a hosszú mellső lábak és a kézfejek, melyekről azt gondolta, hogy fogásra szolgáltak (ebből származik a „megragadó kezekre” utaló 'kezes rablók' jelentésű Maniraptora elnevezés). 1994-ben Thomas R. Holtz a kéz és a csukló jellemzői alapján megpróbált egy új (apomorfia-alapú) definíciót alkotni a csoport számára, melybe legfontosabb jellemzőként belefoglalta a hosszú vékony ujjakat, a hajlított, szárnyszerű alkar csontokat és a félhold alakú kéztőcsontot. A legtöbb későbbi tanulmány azonban nem vette át ezt a definíciót, inkább a korábbi ág-alapú változatot részesítették előnyben.
Az ág-alapú definíció rendszerint tartalmazza a Deinonychosauria, az Oviraptorosauria, a Therizinosauroidea, és az Aves főcsoportokat. Gyakran a Maniraptora részének tekintik az alvarezsaurida, és az Ornitholestes taxonokat, de néha a compsognathidákat is a maniraptorák közé sorolják be.
Számos taxon tartósan a Maniraptora tagjává vált, habár a csoporton belüli pontos helyük tisztázatlan maradt. Közéjük tartoznak a scansoriopterygidák, a Pedopenna, a Yixianosaurus és a bizonytalan helyű Bradycneme.
Az alábbi kladogram Turner és szerzőtársai 2007-es cikke alapján készült, a klád nevek utáni definíciók elhagyásával (Sereno 2005-ös publikációját követve):
|  | Therizinosauria  |
|  |                  |
|  | Oviraptorosauria |
|  |                  |

|                  | Avialae                                                          |
|                  |                                                                  |
| Deinonychosauria | \| \| Troodontidae \| \| \| \| \| \| Dromaeosauridae \| \| \| \| |
|                  | \| \| Troodontidae \| \| \| \| \| \| Dromaeosauridae \| \| \| \| |
|                  | Troodontidae                                                     |
|                  |                                                                  |
|                  | Dromaeosauridae                                                  |
|                  |                                                                  |

|  | Troodontidae    |
|  |                 |
|  | Dromaeosauridae |
|  |                 |

|  | Therizinosauria  |
|  |                  |
|  | Oviraptorosauria |
|  |                  |

|                  | Avialae                                                          |
|                  |                                                                  |
| Deinonychosauria | \| \| Troodontidae \| \| \| \| \| \| Dromaeosauridae \| \| \| \| |
|                  | \| \| Troodontidae \| \| \| \| \| \| Dromaeosauridae \| \| \| \| |
|                  | Troodontidae                                                     |
|                  |                                                                  |
|                  | Dromaeosauridae                                                  |
|                  |                                                                  |

|  | Troodontidae    |
|  |                 |
|  | Dromaeosauridae |
|  |                 |

|  | Therizinosauria  |
|  |                  |
|  | Oviraptorosauria |
|  |                  |

|                  | Avialae                                                          |
|                  |                                                                  |
| Deinonychosauria | \| \| Troodontidae \| \| \| \| \| \| Dromaeosauridae \| \| \| \| |
|                  | \| \| Troodontidae \| \| \| \| \| \| Dromaeosauridae \| \| \| \| |
|                  | Troodontidae                                                     |
|                  |                                                                  |
|                  | Dromaeosauridae                                                  |
|                  |                                                                  |

|  | Troodontidae    |
|  |                 |
|  | Dromaeosauridae |
|  |                 |

|  | Therizinosauria  |
|  |                  |
|  | Oviraptorosauria |
|  |                  |

|                  | Avialae                                                          |
|                  |                                                                  |
| Deinonychosauria | \| \| Troodontidae \| \| \| \| \| \| Dromaeosauridae \| \| \| \| |
|                  | \| \| Troodontidae \| \| \| \| \| \| Dromaeosauridae \| \| \| \| |
|                  | Troodontidae                                                     |
|                  |                                                                  |
|                  | Dromaeosauridae                                                  |
|                  |                                                                  |

|  | Troodontidae    |
|  |                 |
|  | Dromaeosauridae |
|  |                 |

|  | Therizinosauria  |
|  |                  |
|  | Oviraptorosauria |
|  |                  |

|                  | Avialae                                                          |
|                  |                                                                  |
| Deinonychosauria | \| \| Troodontidae \| \| \| \| \| \| Dromaeosauridae \| \| \| \| |
|                  | \| \| Troodontidae \| \| \| \| \| \| Dromaeosauridae \| \| \| \| |
|                  | Troodontidae                                                     |
|                  |                                                                  |
|                  | Dromaeosauridae                                                  |
|                  |                                                                  |

|  | Troodontidae    |
|  |                 |
|  | Dromaeosauridae |
|  |                 |

|  | Therizinosauria  |
|  |                  |
|  | Oviraptorosauria |
|  |                  |

|                  | Avialae                                                          |
|                  |                                                                  |
| Deinonychosauria | \| \| Troodontidae \| \| \| \| \| \| Dromaeosauridae \| \| \| \| |
|                  | \| \| Troodontidae \| \| \| \| \| \| Dromaeosauridae \| \| \| \| |
|                  | Troodontidae                                                     |
|                  |                                                                  |
|                  | Dromaeosauridae                                                  |
|                  |                                                                  |

|  | Troodontidae    |
|  |                 |
|  | Dromaeosauridae |
|  |                 |

|  | Therizinosauria  |
|  |                  |
|  | Oviraptorosauria |
|  |                  |

|                  | Avialae                                                          |
|                  |                                                                  |
| Deinonychosauria | \| \| Troodontidae \| \| \| \| \| \| Dromaeosauridae \| \| \| \| |
|                  | \| \| Troodontidae \| \| \| \| \| \| Dromaeosauridae \| \| \| \| |
|                  | Troodontidae                                                     |
|                  |                                                                  |
|                  | Dromaeosauridae                                                  |
|                  |                                                                  |

|  | Troodontidae    |
|  |                 |
|  | Dromaeosauridae |
|  |                 |

|  | Therizinosauria  |
|  |                  |
|  | Oviraptorosauria |
|  |                  |

|                  | Avialae                                                          |
|                  |                                                                  |
| Deinonychosauria | \| \| Troodontidae \| \| \| \| \| \| Dromaeosauridae \| \| \| \| |
|                  | \| \| Troodontidae \| \| \| \| \| \| Dromaeosauridae \| \| \| \| |
|                  | Troodontidae                                                     |
|                  |                                                                  |
|                  | Dromaeosauridae                                                  |
|                  |                                                                  |

|  | Troodontidae    |
|  |                 |
|  | Dromaeosauridae |
|  |                 |

## Más értelmezések
2002-ben Czerkas és Yuan (Jüan) arról számoltak be, hogy egyes maniraptora jellegzetességek, például a hosszú, hátrafelé mutató szeméremcsont, a rövid ülőcsont és a lyukas csípőüreg nem találhatók meg a Scansoriopteryxnél. Úgy gondolták, hogy ez a nem jóval kezdetlegesebb, mint az igazi maniraptorák, és azt feltételezték, hogy a maniraptorák talán sokkal korábban váltak le a theropodák fejlődési vonaláról, vagy esetleg egy elő-theropoda dinoszaurusztól származnak. Zhang (Csang) és szerzőtársai a közeli rokonságába vagy azonos fajba tartozó Epidendrosaurus leírásánál nem említették meg a Czerkas és Yuan által megfigyelt jellemzőket, azonban úgy vélték, hogy az állat lapockája kezdetlegesnek tűnik. Mindezek ellenére az Epidendrosaurust határozottan a Maniraptora csoport tagjaként sorolták be.

## Fordítás
- Ez a szócikk részben vagy egészben  a   Maniraptora című angol Wikipédia-szócikk ezen változatának fordításán alapul.  Az eredeti cikk szerkesztőit annak laptörténete sorolja fel. Ez a jelzés csupán a megfogalmazás eredetét és a szerzői jogokat jelzi, nem szolgál a cikkben szereplő információk forrásmegjelöléseként.